# Écluses de Lanaye
Les écluses de Lanaye sont un ensemble d'écluses situé en Belgique à la frontière néerlandaise faisant la jonction entre le Canal de Lanaye et le Canal Albert, à Lanaye (ville de Visé) dans la province de Liège. La plus grande des 4 écluses, inaugurée en 2015 pour permettre le passage de bateaux de 9 000 tonnes, offre les dimensions de 225 mètres de long, 25 mètres de large et une dénivellation de 13,68 mètres.  

## Historique
Les écluses situées à la frontière entre la Belgique et les Pays-Bas sont appelées le bouchon de Lanaye parce que ces écluses, qui datent des années 1960, sont trop petites pour les exigences de la circulation fluviale croissant entre Liège et Rotterdam : deux petites écluses (55 × 7,5 mètres) pour bateaux de 600 tonnes jouxtent une écluse plus grande (136 × 16 mètres) pour bateaux de 2 000 tonnes. 
Un accord de collaboration avec les Néerlandais a été obtenu en 2001. Une quatrième écluse de 25 mètres de large est en construction à cheval sur les Pays-Bas et la Région wallonne depuis 2004, ce qui permettra de faire passer des convois de quatre barges poussées, contre deux dans une écluse de 18 mètres. 
Les deux parties ont aussi fixé un budget. Chacun va financer les travaux sur son propre territoire : la Région wallonne 90 % et les Pays-Bas 10 %, soit 64 452 000 € au total. Les Néerlandais s'engagent à appuyer le gouvernement wallon quand il demandera une participation financière européenne. 
La mise en service de cet équipement autorisera une augmentation du trafic entre le port de Rotterdam et la partie wallonne de la Meuse, peut-être au détriment du port d'Anvers.
Avec l'ascenseur de Strépy-Thieu, le dragage du Canal Bruxelles-Charleroi, l'élargissement du Canal Albert à l'entrée du port d'Anvers, la nouvelle écluse à Lanaye contribuera au désenclavement des voies d'eau wallonnes et le trafic commercial wallon se verra aussi ouvrir la route Rhin-Danube vers la mer Noire et les marchés des anciens pays de l'Est (Europe centrale).

## L'état d'avancement du projet
3 juillet 2006 : Question orale de M Michel de Lamotte concernant « L'état d'avancement du dossier relatif à la 4e écluse de Lanaye » à M. le ministre Daerden, ministre du Budget, des Finances, de l'Équipement et du Patrimoine.
Réponse :

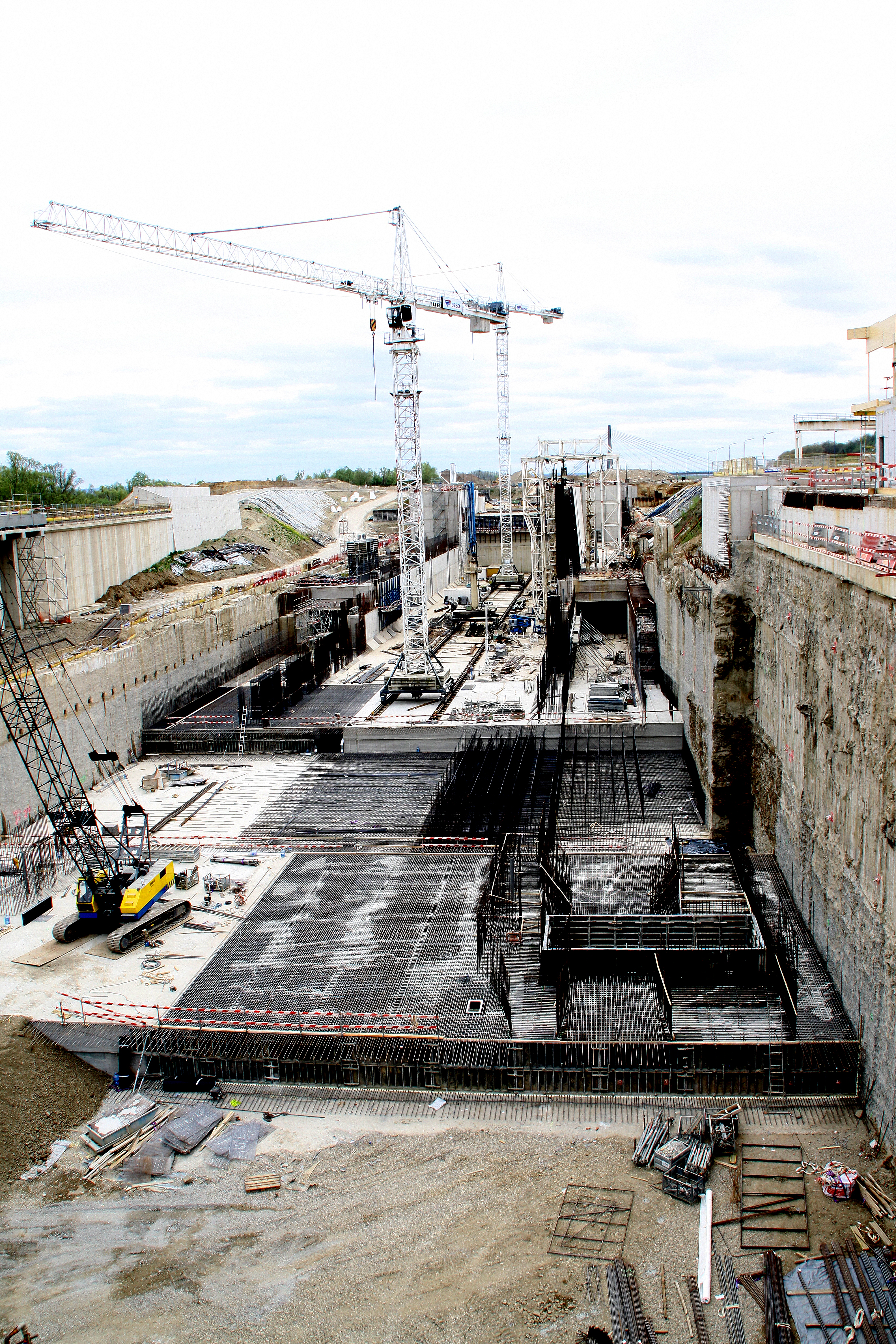
Chantier de la nouvelle écluse en avril 2014

Vous soulevez un dossier de toute première importance, tant pour le développement de la voie d'eau que pour le développement économique de la Région. Il convient cependant que les travaux soient précédés d'études complètes et précises répondant aux exigences légales tant nationales que des Pays-Bas. En effet, comme vous le savez, le dossier porte sur des territoires au-delà de nos frontières. Quant à l'étude technique et environnementale, elle est terminée. De nombreuses précautions ont été intégrées dans nos réflexions. Aujourd'hui, le projet est estimé à 120 millions d'euros. Le financement se fera via la SOFICO et la Banque européenne d'investissement. Quant à l'étude d'incidence sur l'environnement, elle sera réalisée après les congés et se terminera en février-mars 2007. Par la suite, les demandes de permis en Région wallonne et aux Pays-Bas seront introduites. Nous envisageons les adjudications en automne 2007 selon la procédure européenne et les travaux débuteront au printemps 2008 pour se terminer fin de l'année 2012.
Le 25 novembre, la Commission a décidé d'octroyer à la Région wallonne une subvention de 26 930 000 € sur la période 2007-2013 pour la réalisation de cet ouvrage stratégique.
Point clé le long du Canal Albert à la frontière belgo-néerlandaise, cette écluse de 225 × 25 m permettra de relier les ports maritimes et intérieurs des axes Rhin-Main-Danube (de Rotterdam à Constanța) et Seine-Escaut (du Havre à Anvers) et constituera un point de passage essentiel pour le réseau européen des voies navigables.
Le planning actuel des travaux avait prévu le démarrage des travaux en 2010 et la mise en service en 2015. Les premiers travaux de terrassement ont effectivement débuté en automne 2011. 
Alors que les travaux n'étaient pas totalement terminés, les premiers bateaux ont pu franchir cette quatrième écluse en août 2015. L'inauguration officielle a eu lieu le 13 novembre 2015 par sa majesté le roi Philippe de Belgique.

### Caractéristiques
- Maître de l’ouvrage : SOFICO.
- Maître de l’ouvrage délégué : Service public de Wallonie, direction des voies hydrauliques de Liège (SPW - DGO2 - DVHL).
- Coût des travaux génie civil et abords : 65 000 000 € htva.
- Société momentanée : Greisch/Coppée-Courtoy.
- Mission : études des ouvrages de génie civil (Greisch) et des équipements électromécaniques (Coppée-Courtoy).

## Sources
- RTBF Le point régional 25 janvier 2001
- Le Parlement wallon